# Jirka Arndt
Jirka Arndt (Wolgast, Alemania Oriental; 1 de agosto de 1973-21 de febrero de 2024) fue un atleta alemán, que se especializó en la carrera de larga distancia, principalmente en pruebas de 5000 metros.

## Carrera
Participó en los Juegos Olímpicos de Sídney 2000 en la prueba de 5000 metros donde logró clasificar a la final al terminar en noveno lugar en su hit eliminatorio, y en la final terminó en octavo lugar entre 15 participantes.
A nivel nacional fue tres veces campeón en las pruebas de cross-country en 1998, 5000 metros en 2000 y en la maratón en 2002.

## Marcas personales
- 1500 metros: 3:44,06 min (1999)
- 3000 metros: 7:51,95 min (2000)
- 5000 metros 13:21,47 min (2000)
- 10000 metros: 28:22,17 min (2000)
- Maratón: 2:16:28 h (2003)